# Andromache

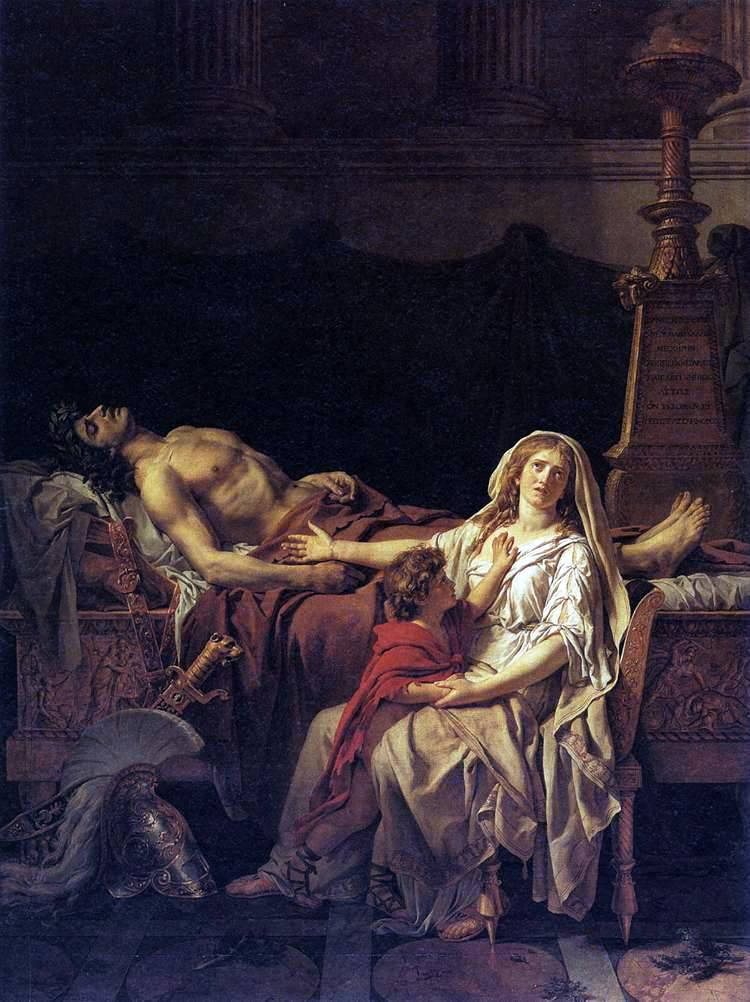
Andromache sörjer Hektor. Målning av Jacques-Louis David.

Andromache, eller Andromake, var i grekisk mytologi prinsessa och hustru till den trojanske hjälten Hektor och mor till dennes son Astyanax.
Efter Trojas förstörelse blev hon Neoptolemos slavinna och födde åt honom tre söner, däribland Molossos. Efter Neoptolemos död gifte hon sig med Hektors bror, Helenos. När denne dött, begav sig Adromache med sin son Pergamos till Asien.